# Thierry Sandre
Thierry Sandre fue un escritor, poeta y ensayista francés, nacido el 9 de mayo de 1891 en Bayonne y fallecido en 1950. Ganó el premio Goncourt de 1924 con la obra Le Chèvrefeuille (La madreselva).

## Biografía
Thierry Sandre utilizó el seudónimo de Jean Dumoulin como especialista en literatura francesa del siglo XVI, y en ocasiones el de Charles Moulié como escritor. Como buen lingüista, fue traductor de textos latinos, griegos y árabes. Ejerció de secretario de Pierre Louÿs antes de la Primera Guerra Mundial. Enseguida fue hecho prisionero y pasó la mayor parte de la guerra en un campo de prisioneros. De este periodo surgieron algunas novelas, como Le purgatoire, souvenirs d'Allemagne, recuerdos de su estancia en Mayence y Vöhrenbach. En 1919, fue uno de los miembros fundadores de la Asociación de Escritores de Guerra. A partir de octubre de 1921, participó activamente en la publicación de una Antología de escritores muertos durante la guerra, en cinco volúmenes. 
En 1936 se convierte en miembro de la Orden terciaria de santo Domingo de Guzmán, en los dominicos de París. Volvió al servicio militar en 1940, pero fue hecho de nuevo prisionero y liberado en 1941. Entonces, se hizo miembro del Orden Nuevo, la Revolución Nacional, presentada por Philippe Pétain bajo el régimen de Vichy, y a raíz de dos libros publicados en 1942 y 1943 fue incluido en la lista de escritores prohibidos después de la guerra. Más tarde consiguió rehabilitarse y publicó varias reediciones de sus obras.

## Obra
Con el seudónimo de Charles Moulié
- Les Mignardises (1909)
- En sourdine (1910)

Con el nombre de Thierry Sandre
- Le Tombeau de Renée Vivien (1910)
- Les Poésies de Makoko Kangourou (1910) (en collaboration avec Marcel Ormoy)
- Le Fer et la Flamme (1919)
- Apologie pour les nouveaux riches (1920)
- Fleurs du désert (1921)
- Apologie pour les nouveaux riches (1921)
- Les Épigrammes de Rufin (1922)
- Le Livre des baisers (1922)
- Sulpicia, Tablettes d'une amoureuse (1922)
- Joachim du Bellay, les amours de Faustine (1923)
- Mienne (1923)
- Le Chèvrefeuille, le Purgatoire y le Chapitre XIII (1924) (Premio Goncourt 1924). Se trata de un conjunto de tres libros. En español, se publicó en 1976 la traducción con el nombre de La madreselva en Los premios Goncourt de novela IV, de Plaza y Janés.
- Panouille (1924)
- Mousseline (1924)
- Le Chapitre treize d’Athénée (1924)
- La Touchante Aventure de Héro et Léandre (1924)
- L'Histoire merveilleuse de Robert le Diable (1925)
- Ruffi, les épigrammes d'amour (1925)
- Le Purgatoire (1925)
- Cocagne (1926 et 1927)
- Le Visage de la France : Gascogne, Guyenne, Côte d’Argent, Pyrénées, Béarn, Côte Basque (1927) (en collaboration avec Pierre Benoit).
- Les Yeux fermés (1928)
- Monsieur Jules (1932)
- Le Corsaire Pellot qui courut pour le roi, pour la république et pour l'empereur et qui était Basque (1932)
- La Chartreuse de Bosserville (1941)
- Crux, récit scénique de la Passion (1941)
- I.N.R.I., la vie de Notre Seigneur Jésus Christ (1942)
- Calendrier du désastre d'après les documents allemands (1942)
- Lettre sans humour à sa Majesté la reine d'Angleterre (1943)
- Les Amours de Faustine; Poesías latinas traducidas y publicadas por primera vez BiblioBazaar, LLC. 2009.

Con el seudónimo de Jean Dumoulin
- Le Pourpre et le Crêpe, 1917